# Beber (Cimaragas)
Beber is een bestuurslaag in het regentschap Ciamis van de provincie West-Java, Indonesië. Beber telt 2777 inwoners (volkstelling 2010).